# Utrechter Union

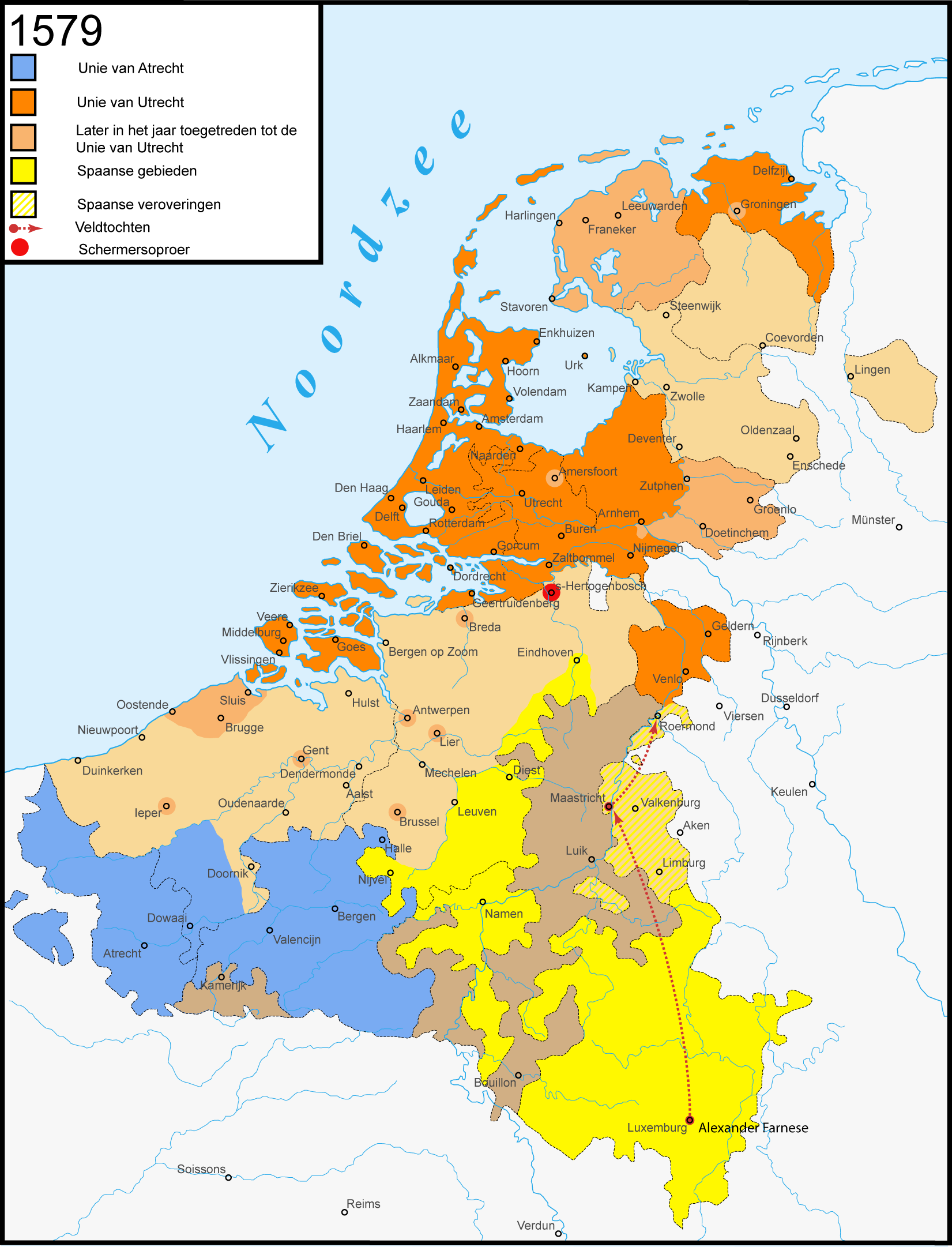
Utrechter Union von 1579

Die Utrechter Union (niederländisch: Unie van Utrecht) ist ein am 23. Januar 1579 in Utrecht von verschiedenen nördlichen Provinzen und Städten der Niederlande, die zu dieser Zeit unter der Kontrolle Spaniens waren, unterzeichneter Vertrag. 
Die Provinzen, die den Vertrag unterzeichneten, waren Holland, Zeeland, Utrecht, die drei Quartiere des Geldrischen Herzogtums und die Groninger Ommelande; später schlossen sich auch Overijssel, Friesland, die Stadt Groningen, das Quartier Zutphen Gelderns, Drente und viele Städte (Gent, Brügge und das Brugse Vrije, Ypern, Antwerpen, Breda, Lier) im Norden und Süden der Union an. Ihr Zusammenschluss verstand sich als Reaktion auf die katholischen Südprovinzen (deren größter Teil heute zu Frankreich gehört), die sich Anfang Januar 1579 in der Union von Arras (niederländisch: Unie van Atrecht) ausdrücklich zum  katholischen Spanien bekannt hatten.
Die Utrechter Union galt als Gründung der Republik der Sieben Vereinigten Niederlande, die sich mit der Plakkaat van Verlatinghe 1581 für unabhängig erklärte, was aber erst 1648 durch den den niederländischen Unabhängigkeitskrieg beendenden Frieden von Münster (Teil des Westfälischen Friedens) international anerkannt wurde. 
Siehe auch: Geschichte der Niederlande